# 克利夫·卡彭特
克利夫·卡彭特（英語：Clifford A. Carpenter，1915年3月2日—2014年1月9日}），是一名美国演员，出生于美国旧金山。他最著名的角色是在广播《特里与海盗》，改编自同名漫画，之后进入影视圈。2014年1月9日，因自然原因，死于康涅狄格州新米尔福市。